# Рамонов, Мурат Туганович
Мурат Туганович Рамонов (род. 21 июля 1990, Фрунзе) — киргизский борец греко-римского стиля. Многократный призёр чемпионатов Азии. Участник Олимпийских игр.

## Карьера
Борьбой занимается с 10 лет. По состоянии на март 2018 года 12 раз побеждал на чемпионате Кыргызстана. На азиатской арене дебютировал в 2006-м на чемпионате среди кадетов где занял второе место. Через год стал чемпионом Азии среди кадетов. Позднее завоевал на взрослом чемпионате Азии две серебряные и 6 бронзовых наград. В августе 2016 года на Олимпийских играх в Рио-де-Жанейро в первой схватке уступил россиянину Сергею Семёнову и завершил выступление .

## Спортивные результаты
- Чемпионат Азии по борьбе 2009 — ;
- Чемпионат Азии по борьбе 2011 — ;
- Чемпионат Азии по борьбе 2013 — ;
- Чемпионат Азии по борьбе 2014 — ;
- Чемпионат Азии по борьбе 2016 — ;
- Олимпийские игры 2016 — 15;
- Чемпионат Азии по борьбе 2018 — ;
- Чемпионат Азии по борьбе 2019 — ;
- Чемпионат Азии по борьбе 2021 — ;